# 哈丁鎮區 (愛荷華州哈丁縣)
哈丁鎮區（英語：Hardin Township）是位於美國愛荷華州哈丁縣的一個行政鎮區。

## 地方資料
根據2010年美國人口普查的數據，哈丁鎮區的面積為138.43平方千米，當中陸地面積為138.15平方千米，而水域面積為0.28平方千米。當地共有人口6344人，而人口密度為每平方千米45.83人。